# Ибрагимов, Вали Сарачевич
Вали Сарачевич Ибрагимов — советский хозяйственный, государственный и политический деятель.

## Биография
Родился в 1898 году в Похвистневском районе. Член КПСС с 1921 года.
Участник Гражданской войны. С 1925 года — на хозяйственной, общественной и политической работе. В 1925—1955 гг. — командир взвода, на политической работе в Средней Азии, начальник политотдела, военный комиссар Военно-политической академии имени В. И. Ленина, и.д. Члена Военного совета Хабаровской группы войск, военный комиссар 20-го стрелкового корпуса, член Военного совета 15-й армии Дальневосточного фронта, на политической работе в Советской Армии. Генерал-майор (1942)
Делегат XVIII съезда ВКП(б) (1939)
Умер в Куйбышеве в 1986 году.

## Награды
- орден Ленина
- 3 ордена Красного Знамени
- Отечественной войны 1 степени